# Parish Church of St. Serf
Die Parish Church of St. Serf, auch Tillicoultry Parish Church, ist ein presbyterianisches Kirchengebäude der Church of Scotland in der schottischen Stadt Tillicoultry in der Council Area Clackmannanshire. 1972 wurde sie in die schottischen Denkmallisten in der Kategorie B aufgenommen. Die Kirche ist heute noch als solche in Benutzung.

## Beschreibung
Die Parish Church of St. Serf liegt nördlich des zugehörigen Pfarrhauses abseits der A91, die als Hauptstraße durch die Stadt verläuft, im Südwesten der Stadt. Obschon das Pfarrhaus bereits im Jahre 1811 errichtet wurde, wurde die Kirche erst zwischen 1827 und 1829 erbaut. Wie auch bei dem Pfarrhaus stammte der Entwurf von dem Architekten William Stirling aus Dunblane. Architektonisch weist sie die Merkmale des Perpendicular Style auf. Das Gebäude besitzt einen rechteckigen Grundriss und besteht aus Quaderstein. Das Eingangsportal liegt unterhalb einer Giebelfläche an der Nordfassade. Auf dieser sitzt ein kleiner Glockenturm mit oktogonalem Grundriss auf. Weitere Giebelflächen befinden sich mittig an jeder Gebäudeseite. Die zugehörige Halle wurde 1889 hinzugefügt. In den Jahren 1920 und 1970 wurde das Kirchengebäude renoviert.